# Més enllà del 2000
Més enllà del 2000 fou un programa de televisió basat en un recull de reportatges realitzats arreu del món per la Beyond International (Austràlia, 1989). A Catalunya, el reportatge era introduït per Josep Maria Ferrer-Arpí. El seu denominador comú era la investigació científica i tecnològica, buscant sempre que fos possible la vessant més promocional i futurista d'aquesta. El programa va incloure reportatges de producció aliena fins que el maig de 1991 va començar a emetre reportatges de producció pròpia, presentats per Rosa Cornet, i al setembre de 1994 l'espai va fer un nou gir i ja sols emetia programes propis. A partir de l'octubre de 1999 es presenta amb el subtítol EFM (edició final de mil·lenni) i es tornen a emetre els reportatges emesos anteriorment, agrupats per temes. També s'hi inclou un altre reportatge de producció pròpia. A partir de l'any 2000, el programa continua amb la mateixa estructura, amb reportatges nous però canvia de títol per passar-se a dir 2000 FF, tot i conservat el mateix número de producció.